# Pentax K-30
Die Pentax K-30 ist eine digitale Spiegelreflexkamera des japanischen Herstellers Pentax, die im 22. Mai 2012  als Nachfolger der Pentax K-r vorgestellt wurde und im Juli 2012 auf den Markt kam. Zentrale Komponente ist der von Sony entwickelte IMX071 CMOS-Sensor, bei dem die A/D-Wandler für die Signalwandlung direkt auf dem Chip untergebracht sind. Er bietet eine effektive Auflösung von 16,28 Millionen Pixeln auf 372 mm² und eine maximale Bildgröße von 4928 × 3264 Pixel. Die Kamera wurde mit dem if design award ausgezeichnet.

## Wichtige Merkmale
Das Sensorformat 23,7 mm × 15,7 mm (APS-C) entspricht einem Verlängerungsfaktor für Objektive von etwa 1,54 gegenüber dem Kleinbildformat.
Das Bildstabilisierungs-System Shake Reduction hat eine Wirksamkeit von 2,5 bis 4 LW. Der Stabilisator ist im Gehäuse eingebaut und funktioniert somit mit allen Objektiven; dadurch werden translatorische und rotationelle Verwacklungen korrigiert.
Die Stromversorgung kann mit einem wiederaufladbaren Lithium-Ionen-Akku vom Typ D-LI109, mit vier NiMH-Akkus oder vier Batterien der Bauform AA erfolgen.
Das Gehäuse ist mit 81 Dichtungen gegen Spritzwasser, Feuchtigkeit, Sand und Staub abgedichtet.
Das Gewicht beträgt ohne Akku und Speicherkarte 590 g, betriebsbereit 650 g. Die Maße der Kamera sind 128,5 mm × 96,5 mm × 71,5 mm (B × H × T).
Im Videomodus ist die Auflösung Full HD 1920 × 1080 Pixel (16:9), 30 B/Sek / 25 B/Sek / 24 B/Sek, HD 1280 × 720 Pixel (16:9) 60 B/Sek / 50 B/Sek / 30 B/Sek / 25 B/Sek / 24 B/Sek, 640 × 480 Pixel (4:3) 30 B/Sek / 25 B/Sek / 24 B/Sek, gespeichert werden die Videos im Format Videformat MPEG-4 AVC / H.264.
Urheberrechtsinformationen und der Name des Fotografen können von der Kamera direkt in die Exif-Daten der Bilder eingebettet werden.
Die Kamera hat einen HDR-Modus integriert, mit dem sich auch Freihand-HDR-Aufnahmen aufnehmen lassen. Die Kamera nimmt drei Bilder mit −3, 0, +3 EV auf und richtet die Bilder automatisch aufeinander aus. Die Stärke des Effekts ist automatisch sowie in vier Stufen wählbar.
Eingebaut ist eine zweiachsige elektronische Wasserwaage, die bei der Ausrichtung der Kamera hilft. Sie kann auch zur automatischen Ausrichtung der Bilder bei der Aufnahme durch den beweglich gelagerten Bildsensor genutzt werden.
Bei allen Objektiven der Pentax-Baureihen DA (außer Fisheye 10–17 mm), DA*, DAL, D-FA, den jeweils baugleichen Samsung D-Xenon und D-Xenogon sowie drei FA-Limited-Objektiven (31 mm 1,8, 43 mm 1,9 und 77 mm 1,8) kann die Verzeichnung und laterale chromatische Aberration (Farbquerfehler) schon bei der Aufnahme von der Kamera korrigiert werden. Dies wirkt sich auf die bis zum Abspeichern benötigte Rechenzeit aus.

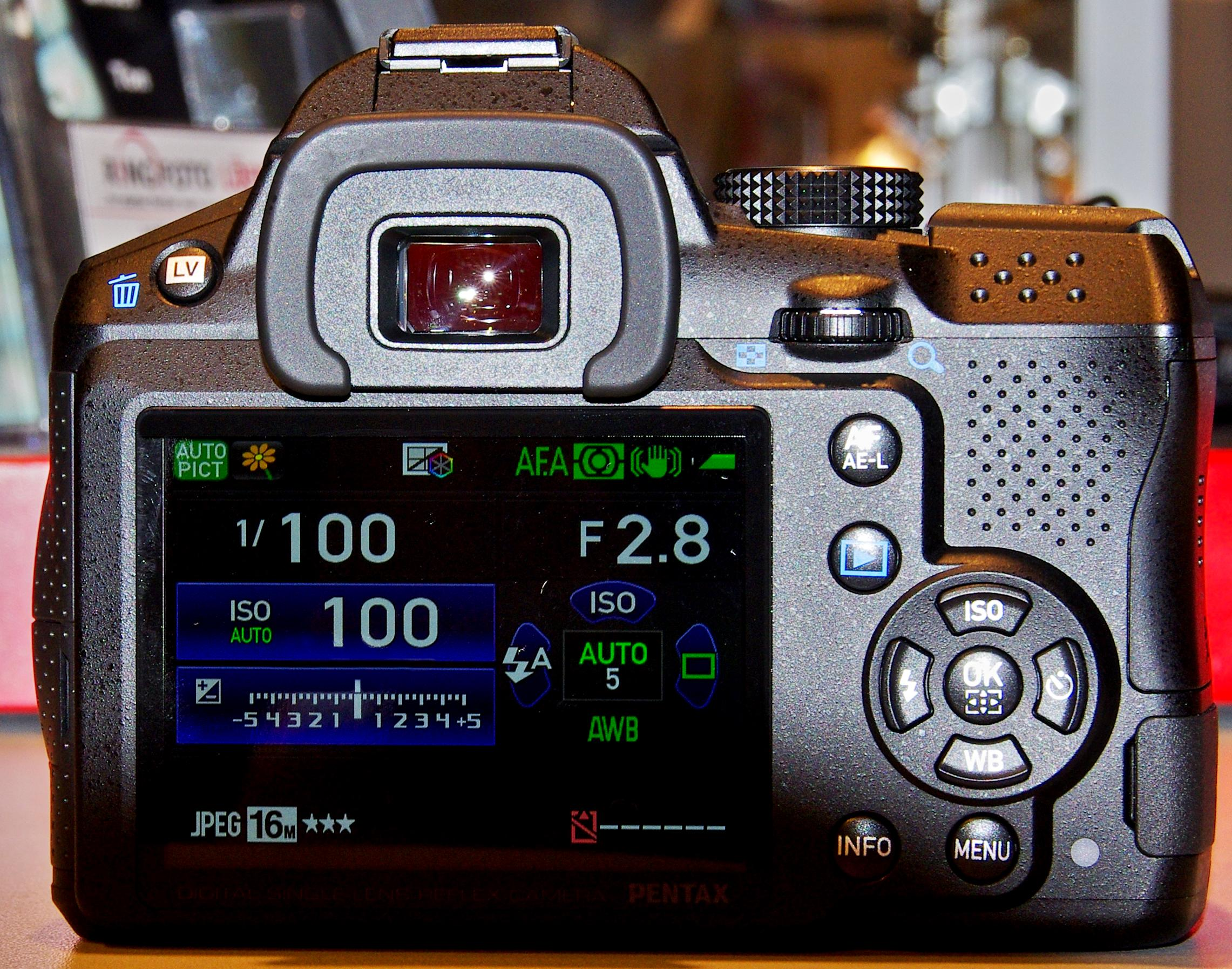
Pentax K-30, Rückansicht
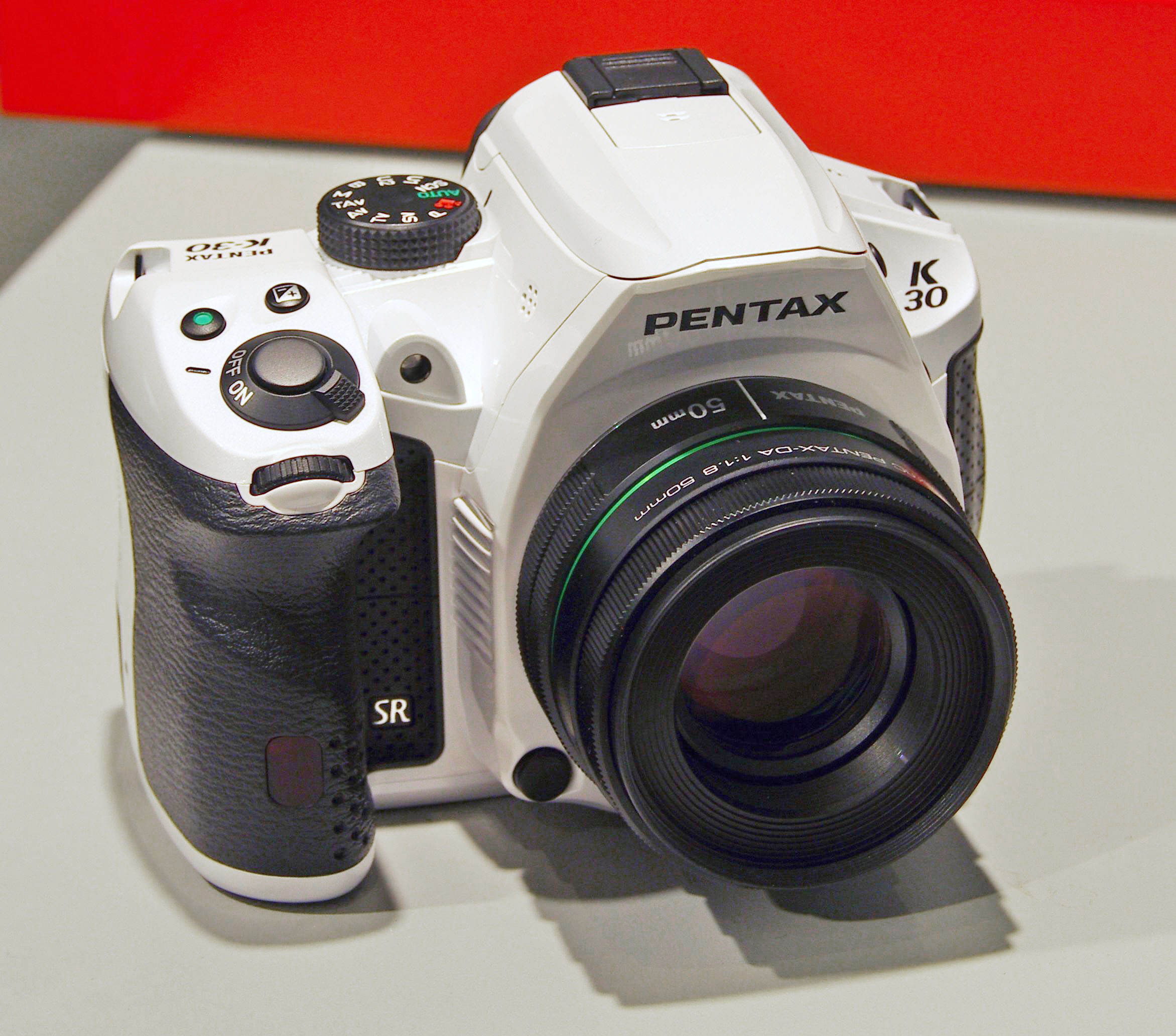
Pentax K-30, von vorne
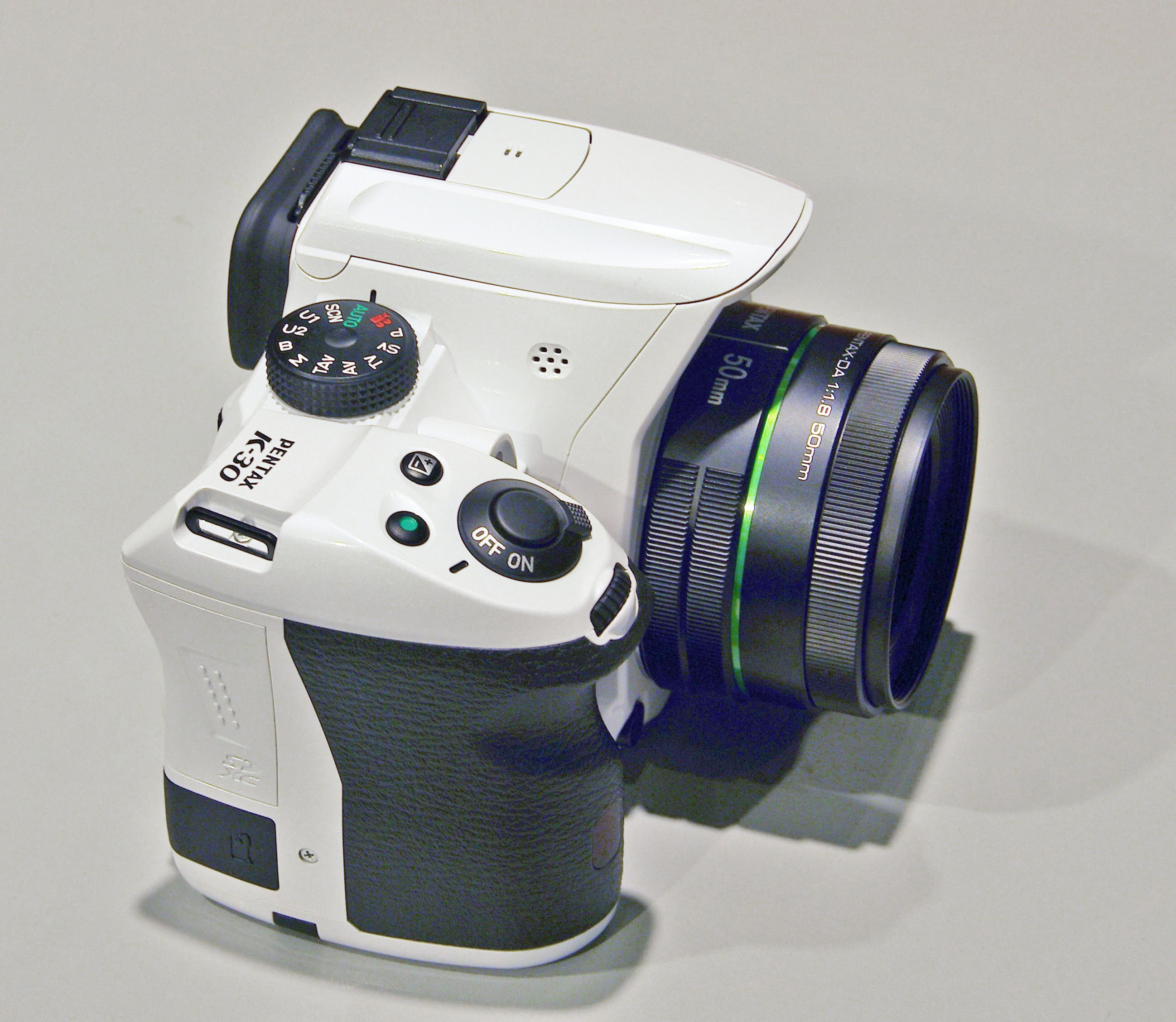
Pentax K-30, von oben
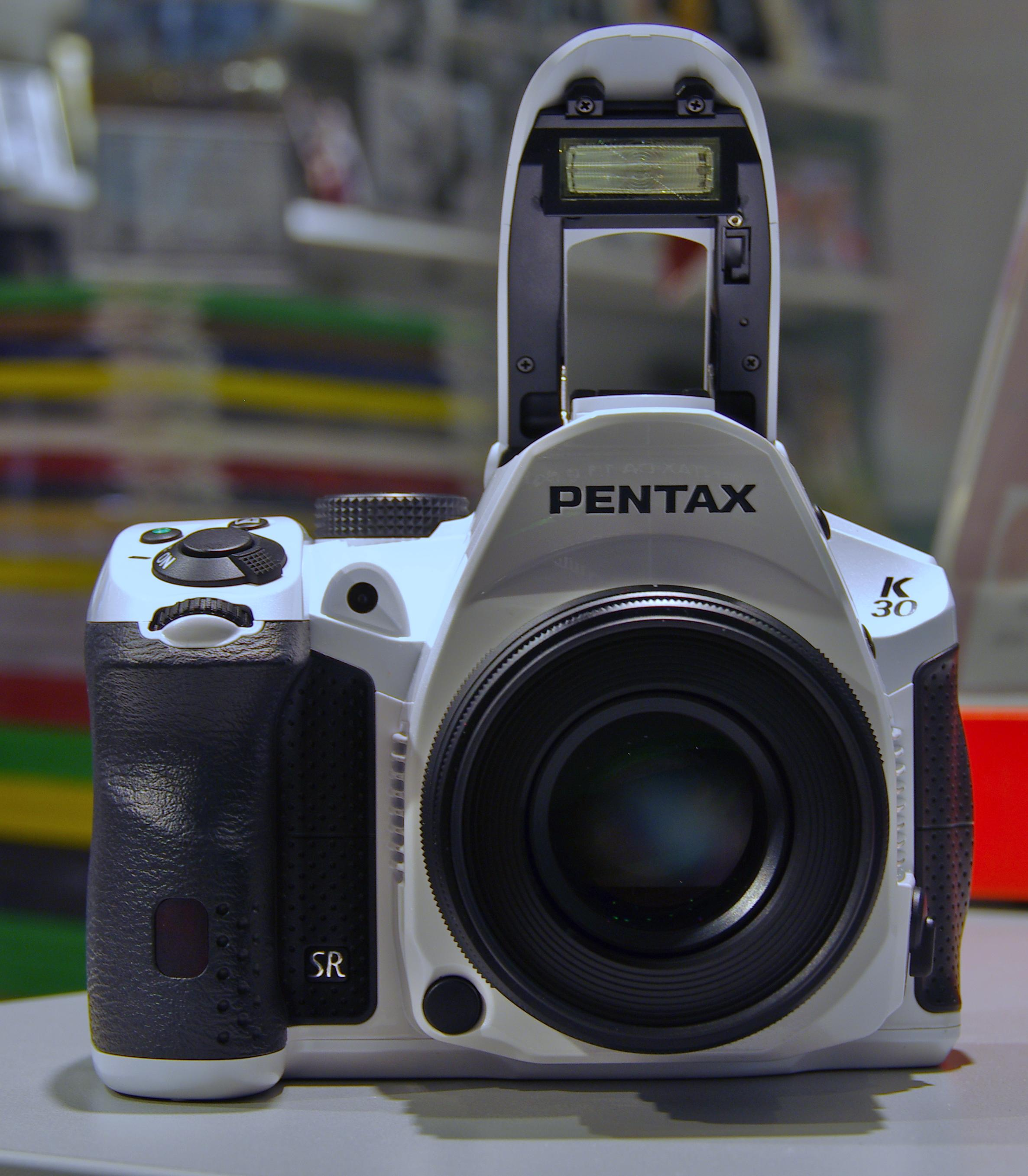
Pentax K-30, mit aufgeklapptem Blitz
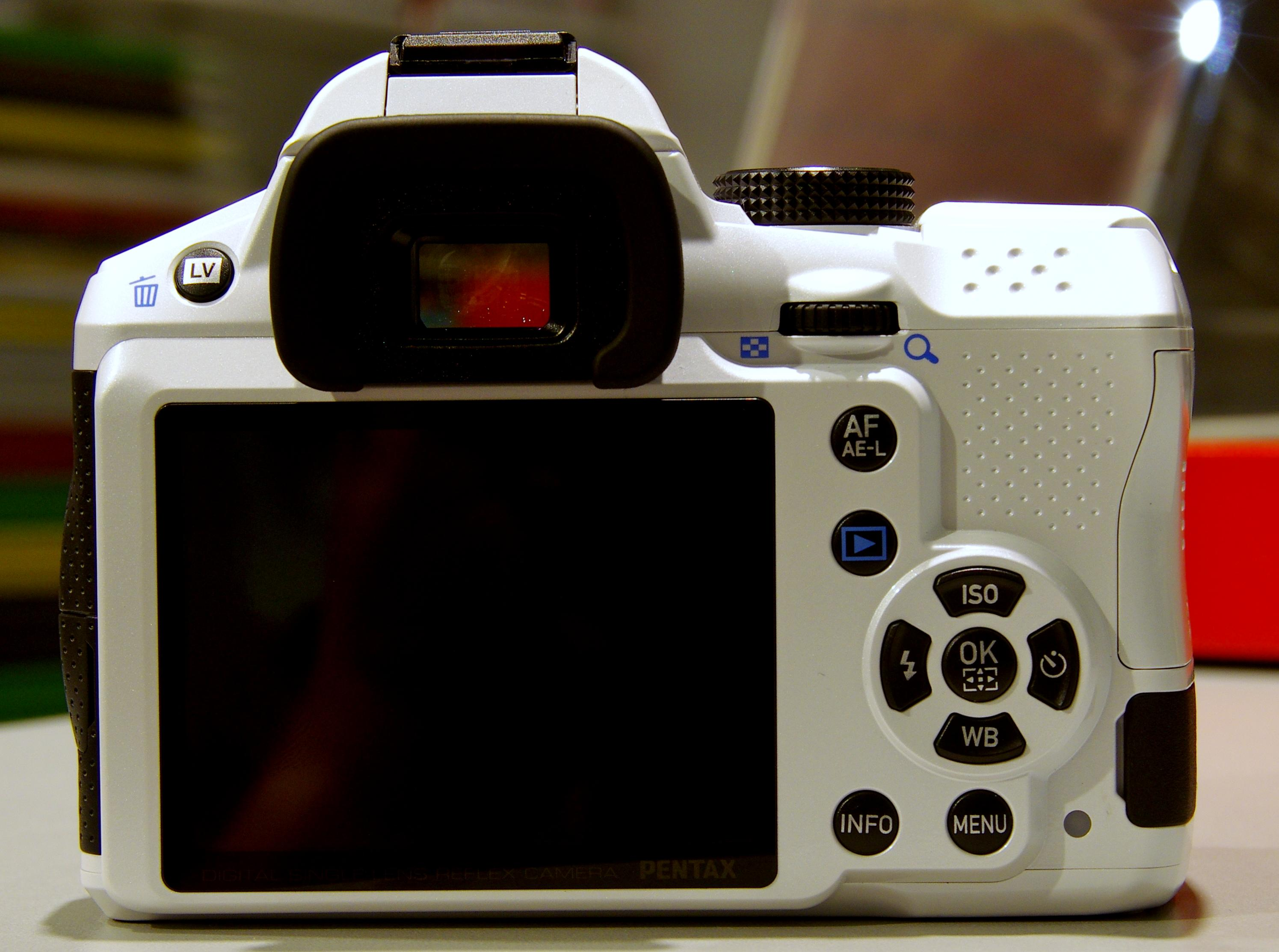
Pentax K-30, von hinten
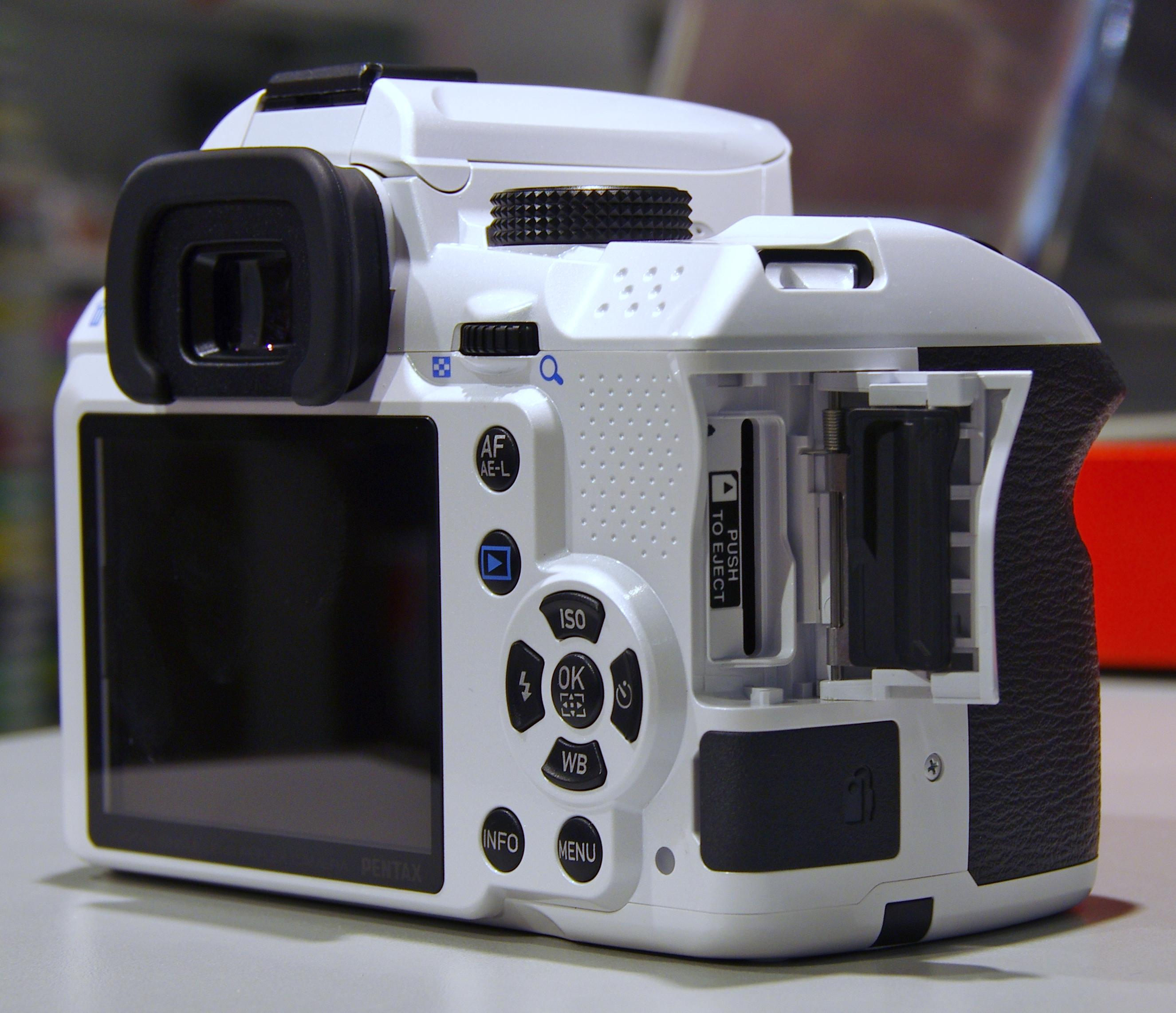
Pentax K-30, Rechte Seite mit SDXC Kartenfach
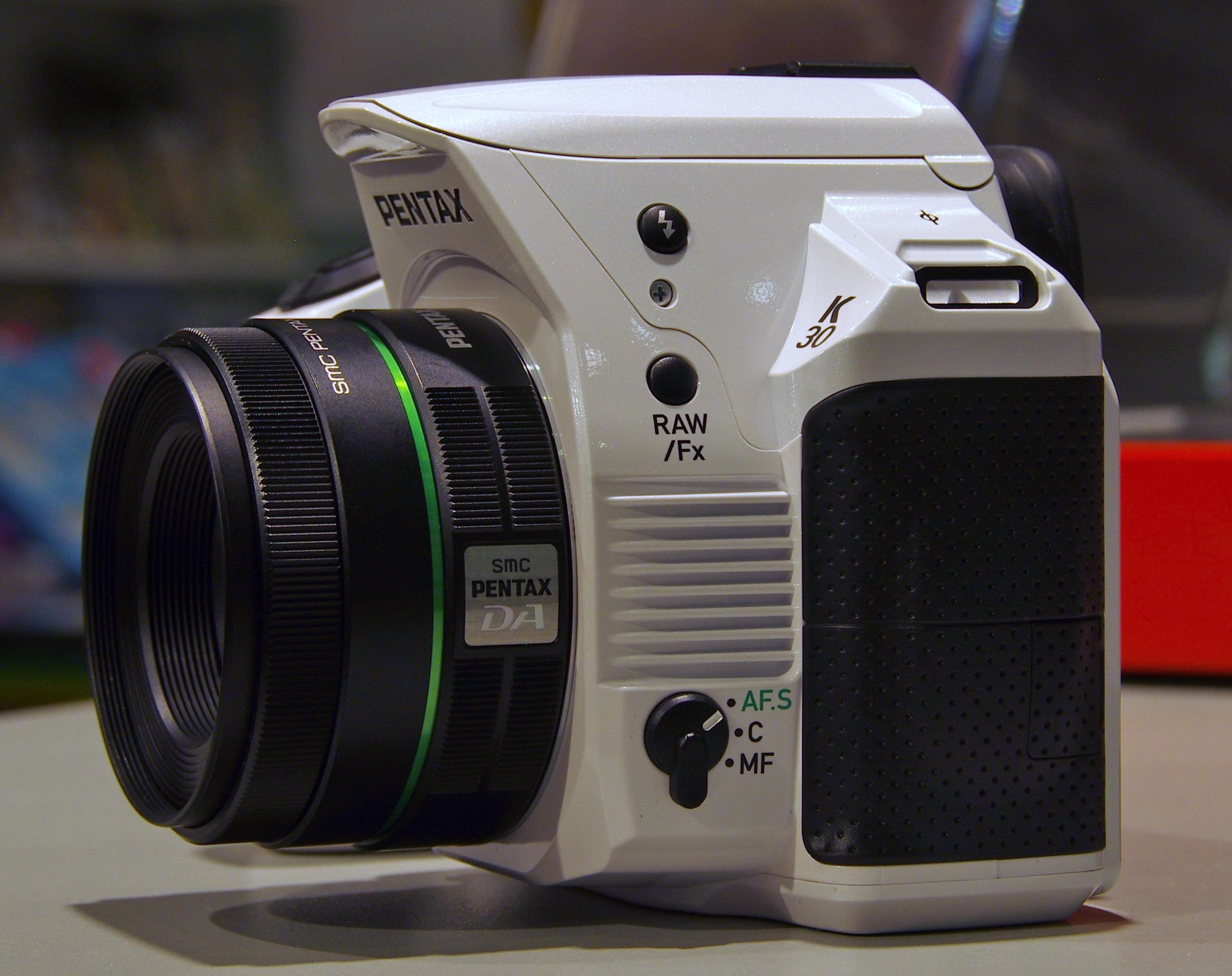
Pentax K-30, Linke Seite

## Bajonett und Objektive
Das KAF2-Bajonett ist rückwärtskompatibel mit allen K-Bajonett-Objektiven, die seit 1975 gebaut wurden. Kontakte zur Ansteuerung von Objektiven mit Fokussierung per Ultraschallmotor sind vorhanden. Daneben verfügt die K-30 über einen gehäuseinternen Autofokusmotor, welcher Pentax-AF-Objektive ohne eigenen Motor antreibt. Die Abblendmöglichkeit dient der Schärfentiefen-Vorschau. Für die digitale Bildvorschau wird eine Probeaufnahme auf dem Monitor angezeigt und kann abgespeichert werden.

## Technische Beschreibung
Der Belichtungsindex lässt sich von ISO 100 bis zu ISO 12.800 automatisch und manuell einstellen, im erweiterten Mode von ISO 100 bis zu ISO 25.600; die Zwischenwerte sind in Halb- oder Drittelstufen einstellbar. Die Verschlusszeiten sind von 1/6000 bis 30 Sekunden einstellbar, dazu gibt es Langzeitbelichtung (B) und Blitzsynchronzeit (X) 1/180 Sekunde. Die Bilder können in den zwei Formaten JPG (3 Qualitäten) und dem herstellerunabhängigen DNG-Format mit 12 Bit Auflösung abgespeichert werden. Für jeden ISO-Wert kann die Stärke der Rauschreduktion einzeln eingestellt werden.
Die Belichtungsmessung erfolgt in 77 Feldern, die als Matrix, mittenbetont oder spotorientiert ausgewertet werden können. Korrekturen sind im Bereich von ±5 EV in 1/3-Schritten möglich.
Der Glas-Pentaprismen-Sucher verfügt über eine 0,92-fache Vergrößerung, 100 % Sichtfeld und auswechselbare Mattscheiben.
Das LC-Display hat eine Größe von drei Zoll, eine Auflösung von 921.000 (640 × 480 RGB) Bildpunkten und einen Betrachtungswinkel von bis zu 170°. Über den Monitor kann im Live-View-Modus betrachtet und neben dem normalen Phasen-AF auch mit Kontrastautofokus – dabei wahlweise mit oder ohne Gesichtserkennung – scharfgestellt werden; in beiden Modi ist eine Beurteilung der Schärfentiefe möglich. Der Monitor ist in 49 Stufen kalibrierbar.
Der A/D-Wandler arbeitet mit 12 Bit Farbtiefe. Es existieren eine Feinkorrektur der Weißabgleichs-Voreinstellungen sowie mehrere Speicherplätze für manuellen Weißabgleich. Fünf User-Programme dienen zum Abspeichern und raschen Aufrufen einer benutzereigenen Kamera-Konfiguration.
Belichtungsreihen mit drei  Bildern sind möglich, dabei können unterschiedliche Parameter variiert werden: Belichtungszeit, Weißabgleich, Sättigung, Kontrast und Schärfe. Daneben kann man auch Mehrfachbelichtungen vornehmen. Die aufgenommenen Bilder können über neun Filter bearbeitet werden.
Die Serienbildgeschwindigkeit beträgt maximal sechs Bilder/Sekunde (Hi) oder 3 Bilder/Sekunde (Lo). Im Hi-Mode können bis zu 23 Bilder als JPEG und 8 Bilder im RAW-Modus (Rohdatenformat) kontinuierlich mit maximaler Geschwindigkeit aufgenommen werden, danach nimmt die Kamera mit reduzierter Geschwindigkeit (abhängig von der maximalen kontinuierlichen Schreibgeschwindigkeit der Speicherkarte) auf.
Das 11-Punkt Autofokus-System (SAFOX IXi+) ist mit neun Kreuzsensoren ausgestattet. Durch die AF-Feineinstellung lassen sich Front- oder Backfokus-Probleme einzelner Objektive korrigieren.
Es sind drei Fokus-Modi möglich: AF-S (einmaliger Autofokus), AF-C (kontinuierlicher Autofokus) und manuell. Für den Autofokus können alle elf, die mittleren fünf, der zentrale oder einer aus den elf Sensoren ausgewählt werden. Bei sehr geringem Licht schaltet die Kamera zum Fokussieren ein grünes LED-Hilfslicht zu.
Die Blitzsteuerung eines externen Blitzes kann drahtlos über den eingebauten Blitz erfolgen. Es besteht weiterhin ein X-Synchronkontakt für Blitzanlagen. Blitzen lässt sich auch auf den zweiten Verschlussvorhang (mit dem internen Blitz und mit bestimmten Systemblitzgeräten).
Die Firmware der Kamera wird von Pentax gepflegt.